# Fox Foxhage
Fox Daniel Huaiquilao Foxhage, född 14 februari 1976 i Chile, är en svensk sexolog, sexualrådgivare och kurator. Foxhage är känd för sin medverkan som skribent i avdelningen ”Kropp & Knopp” i barn- och ungdomstidningen Kamratposten, där han har svarat på läsarfrågor sedan 2000.